# USS The Sullivans (DD-537)
USS The Sullivans (DD-537) là một tàu khu trục lớp Fletcher được Hải quân Hoa Kỳ chế tạo trong Chiến tranh Thế giới thứ hai. Nó là chiếc tàu chiến đầu tiên của Hải quân Mỹ được đặt cái tên này, nhằm vinh danh Năm anh em Sullivan (George, Francis, Joseph, Madison và Albert), vốn đã cùng phục vụ trên tàu tuần dương hạng nhẹ USS Juneau (CL-52), và đã cùng tử trận khi chiếc này bị đánh chìm trong trận Hải chiến Guadalcanal ngày 13 tháng 11 năm 1942; đây là mất mát quân sự lớn nhất của một gia đình Hoa Kỳ trong Thế Chiến II. Nó cũng là chiếc tàu chiến trong biên chế đầu tiên của Hải quân Mỹ vinh danh nhiều hơn một người. Nó được cho xuất biên chế không lâu sau khi Thế Chiến II kết thúc, tái biên chế trở lại năm 1951 và tiếp tục hoạt động trong Chiến tranh Triều Tiên và Chiến tranh Lạnh. Ngừng hoạt động năm 1965, nó được giữ lại như một tàu bảo tàng tại Buffalo, New York, và được công nhận là một Di tích Lịch sử Quốc gia năm 1986. The Sullivans được tặng thưởng chín Ngôi sao Chiến trận do thành tích phục vụ trong Thế Chiến II, và thêm hai Ngôi sao Chiến trận khác trong Chiến tranh Triều Tiên.

## Thiết kế và chế tạo
Nguyên được đặt lườn như là chiếc Putnam tại xưởng tàu của hãng Bethlehem Shipbuilding Corporation, ở San Francisco, California vào ngày 10 tháng 10 năm 1942. Nó thoạt tiên được đổi tên thành Sullivan cho đến khi Tổng thống Franklin D. Roosevelt đổi tên thành The Sullivans để nhấn mạnh cái tên nhằm vinh danh cả năm anh em Sullivan. Cái tên trở thành chính thức vào ngày 6 tháng 2 năm 1943, và con tàu được hạ thủy vào ngày 4 tháng 4 năm 1943; được đỡ đầu bởi bà Thomas F. Sullivan, mẹ của năm anh em Sullivan. Chiếc tàu khu trục nhập biên chế vào ngày 30 tháng 9 năm 1943 dưới quyền chỉ huy của Hạm trưởng, Trung tá Hải quân Kenneth M. Gentry.

## Lịch sử hoạt động

### 1944
Sau giai đoạn chạy thử máy, The Sullivans lên đường cùng với USS Dortch (DD-670) và USS Gatling (DD-671) vào ngày 23 tháng 12 năm 1943. Nhóm tàu khu trục đi đến Trân Châu Cảng năm ngày sau đó, và trong giai đoạn huấn luyện tại vùng biển Hawaii, nó được phân về Hải đội Khu trục 52. Vào ngày 16 tháng 1 năm 1944, nó rời Trân Châu Cảng cùng Đội đặc nhiệm 58.2 hướng sang quần đảo Marshall; trên đường đi đến đảo san hô Kwajalein, họ được cùng tham gia bởi Đội Thiết giáp hạm 9. Hai ngày sau, khi lực lượng gần đến mục tiêu, các tàu khu trục canh phòng được phái đi trước để bảo vệ lực lượng chính. Vào lúc bình minh ngày 24 tháng 1, Đội đặc nhiệm 58.2 đi đến điểm xuất phát để tung ra cuộc tấn công xuống Roi. Trong hai ngày, chiếc tàu khu trục đã hộ tống cho USS Essex (CV-9), USS Intrepid (CV-11) và USS Cabot (CVL-28) khi chúng tung ra các cuộc không kích hầu như liên tục. Sau đó, nó tiếp tục hoạt động tại khu vực Bắc và Tây Bắc các đảo Roi và Namur trong suốt trận Kwajalein cho đến ngày 4 tháng 2, khi Đội đặc nhiệm 58.2 rút lui về Majuro để tiếp nhiên liệu và tiếp liệu.
The Sullivans lên đường vào giữa trưa ngày 12 tháng 2, hộ tống cho Đội đặc nhiệm 58.2, trong thành phần của Lực lượng Đặc nhiệm 58 tham gia Chiến dịch Hailstone, cuộc không kích nhắm vào Truk. Cùng thành phần các tàu sân bay Essex, Intrepid và Cabot vốn đã tấn công Roi và Namur, lần này họ nhắm vào căn cứ chủ lực của Nhật Bản tại khu vực Trung tâm Thái Bình Dương. Sau khi đi đến điểm xuất phát tấn công vào ngày 16 tháng 2, các tàu sân bay tung ra các cuộc không kích hầu như liên tục, gây bất ngờ cho đối phương vì hầu như không có sự đối kháng nào đáng kể trong giai đoạn mở màn. Tuy nhiên, đối phương cũng trả đũa khi phóng ngư lôi đánh trúng đích Intrepid lúc 00 giờ 10 ngày 17 tháng 2, khiến chiếc tàu sân bay mất lái và giảm tốc độ xuống còn 20 hải lý trên giờ (37 km/h). The Sullivans, USS Owen (DD-536) và USS Stembel (DD-644) canh phòng chung quanh Intrepid, hộ tống nó quay trở về Majuro để sửa chữa. Đến nơi vào ngày 21 tháng 2, chiếc tàu khu trục lên đường đi Hawaii, về đến Trân Châu Cảng vào ngày 4 tháng 3 để bảo trì và sửa chữa.

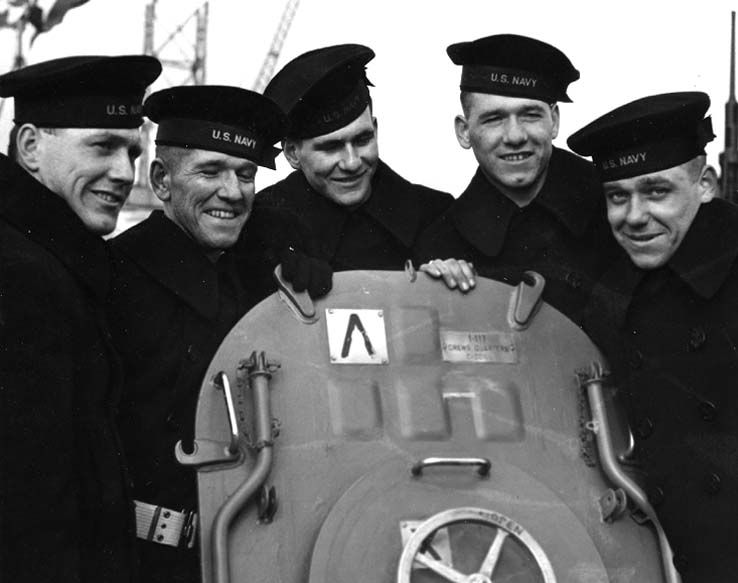
Năm anh em Sullivan trên tàu tuần dương hạng nhẹ. Từ trái sang phải: Joseph, Francis, Albert, Madison, và George Sullivan.

Lại lên đường vào ngày 22 tháng 3, The Sullivans bảo vệ cho sự di chuyển của các đội đặc nhiệm 58.2, 58.9 và 50.15 từ Majuro đến Palau, Yap và Woleai. Vào chiều tối ngày 29 tháng 3, khi các tàu chiến Hoa Kỳ tiếp cận mục tiêu, máy bay đối phương đã tấn công, nhưng bị hỏa lực phòng không của các con tàu đánh trả. Sang ngày hôm sau, chiếc tàu khu trục bảo vệ cho các tàu sân bay tung ra các đợt không kích, và sang buổi chiều giúp đánh trả một đợt không kích của đối phương.
Sau khi quay trở về Majuro để tiếp liệu, The Sullivans hộ tống cho Đội đặc nhiệm 58.2 trong các cuộc không kích lên Hollandia (nay là Jayapura), Tanahmerah, Wakde và Aitape để hỗ trợ các chiến dịch đổ bộ tại New Guinea. Đến cuối tháng 4, nó tham gia các cuộc không kích lên căn cứ chủ yếu của Nhật Bản tại Truk. Vào ngày 29 tháng 4, trong khi tiến hành một đợt không kích, phía đối phương tìm cách chống trả bằng không quân. Radar trên tàu chiến đã phát hiện bốn máy bay đối phương ở khoảng cách 16 mi (26 km), tiếp cận nhanh ở độ cao 10–500 ft (3,0–152,4 m). Khi đối thủ đã lọt vào tầm bắn, chiếc tàu khu trục đã khai hỏa toàn bộ năm khẩu pháo 5 inch (127 mm) và một khẩu đội Bofors 40 mm nòng đôi vào mục tiêu. Hai máy bay đối phương đã bị bắn rơi bởi hỏa lực phòng không của các tàu chiến Hoa Kỳ, và một chiếc bay ngang qua đầu The Sullivans cũng bị bắn cháy trước khi rơi xuống biển.

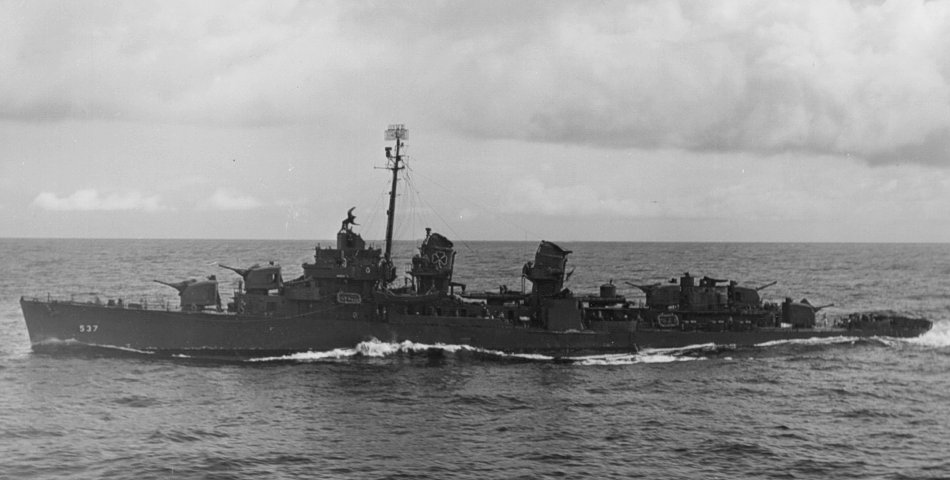
USS The Sullivans ngoài khơi Ponape, 2 tháng 5 năm 1944

The Sullivans đi đến ngoài khơi bờ biển Tây Bắc Ponape vào xế trưa ngày 1 tháng 5 để bảo vệ cho một đội thiết giáp hạm do Iowa dẫn đầu để bắn phá hòn đảo. Từ bên cánh rút lui của đội hình, nó đã bắn 18 phát đạn pháo từ cự ly tối đa xuống Tumu Point; rồi phát hiện ba sà lan đổ bộ Nhật Bản bị mắc cạn và đã chuyển sang nhắm vào chúng. Tuy nhiên, con tàu nhận được lệnh ngừng bắn không lâu sau đó. Khi đơn vị đặc nhiệm rút lui, nó được tàu sân bay Yorktown tiếp nhiên liệu và về đến Majuro vào ngày 4 tháng 5. Mười ngày sau, Đội đặc nhiệm 58.2 lên đường hướng đến các đảo Marcus và Wake. Tung ra đợt ném bom đầu tiên lúc 08 giờ 00 ngày 19 tháng 5, các tàu sân bay duy trì cuộc không kích hầu như liên tục trong ba ngày. Trên đường quay trở về Majuro, The Sullivans cùng các tàu khu trục khác tiến hành một cuộc truy tìm tàu ngầm đối phương nhưng không mang lại kết quả.
The Sullivans lên đường vào ngày 6 tháng 6 để hướng sang Saipan, Tinian và Guam hộ tống các tàu sân bay trong các hoạt động không kích. Trong khi bảo vệ các tàu sân bay, thỉnh thoảng nó phát hiện qua radar các máy bay đối phương lãng vãng chung quanh đội hình, và trước bình minh lúc 03 giờ 15 phút ngày 12 tháng 6, Đội đặc nhiệm 58.2 đã bắn rơi một chiếc. Sang ngày thứ hai của cuộc không kích xuống Saipan, 13 tháng 6 để hỗ trợ cho cuộc đổ bộ, chiếc tàu khu trục được phân công trạm liên lạc giữa các lực lượng đặc nhiệm. Nó nằm trong tầm nhìn của cả Đội đặc nhiệm 58.1 lẫn 58.2 trong ngày hôm đó, và đã vớt 31 thủy thủ Nhật Bản từ một tàu buôn bị đánh đắm ngoài khơi, và đã chuyển các tù binh sang soái hạm Indianapolis (CA-35).
Vào ngày 19 tháng 6, ngày đầu tiên của Trận chiến biển Philippine, máy bay từ tàu sân bay của Hạm đội Liên hợp Nhật Bản đã tấn công lực lượng đặc nhiệm Hoa Kỳ. The Sullivans trông thấy đối phương trong tầm nhìn bằng mắt thường ở khoảng cách không đầy 5 nmi (9,3 km). Máy bay ném bom bổ nhào Yokosuka D4Y "Judy" đối phương đã đâm bổ từ độ cao 23.000 ft (7.000 m) để tấn công; một chiếc đã trúng phải hỏa lực phòng không 20-mm và 40-mm, đâm xuống biển không lâu sau đó.
Kết thúc trận chiến lớn nhất giữa hai lực lượng tàu sân bay đối đích, phía Hoa Kỳ tiếp tục không kích đảo Pagan mà không gặp kháng cự. Sau khi hoàn tất hoạt động không kích Saipan-Tinian-Guam, The Sullivans cùng Đội đặc nhiệm 58.2 quay trở về Eniwetok để bảo trì. Nó lại lên đường vào ngày 30 tháng 6, tiếp tục bảo vệ cho các tàu sân bay trong nhiệm vụ không kích nhằm hỗ trợ cho việc chiếm đóng Saipan và Tinian. Trong đợt này, nó hoạt động như một tàu dẫn đường chiến đấu cho Đơn vị Đặc nhiệm 58.2.4.
Vào ngày 4 tháng 7, The Sullivans gia nhập Đơn vị Đặc nhiệm 58.2.4, tức Đơn vị Bắn phá 1, để hoạt động bắn phá các khẩu đội pháo bờ biển, sân bay và các công trình khác trên bờ Tây Iwo Jima. Các tàu chiến hạng nặng đã khai hỏa lúc 15 giờ 00, các mục tiêu bị bao trùm bởi bụi khói khiến việc trinh sát mục tiêu trở nên khó khăn. Đứng thứ hai trong hàng tàu khu trục, The Sullivans nổ súng lúc 15 giờ 48 phút nhắm vào máy bay đang đậu tại đường băng phía Nam; và sau ba loạt hải pháo, nó bắn trúng các máy bay ném bom hai động cơ Mitsubishi G4M "Betty" đang đậu bao bọc dọc theo đường băng, làm nổ tung năm chiếc và có thể gây hư hại cho tám chiếc khác bởi mảnh đạn và cháy xăng. Ít phút sau, một tàu đổ bộ Nhật Bản lọt vào tầm bắn của chiếc tàu khu trục, và bị bắn cháy phía đuôi tàu. Tàu khu trục Miller (DD-535) được phân công kết liễu con tàu đối phương trong khi The Sullivans cùng phần còn lại của đơn vị bắn phá rút lui để gia nhập trở lại Đội đặc nhiệm 58.2.
Từ ngày đến ngày 7 đến ngày 22 tháng 7, Đội đặc nhiệm 58.2 hoạt động về phía Tây và phía Nam quần đảo Mariana, tiến hành các cuộc không kích hàng ngày xuống các đảo Guam và Rota trước khi quay trở lại nơi neo đậu Garapan thuộc Saipan để các tàu sân bay được tiếp liệu vũ khí. Lên đường lúc bình minh ngày 23 tháng 7, The Sullivans tháp tùng đội đặc nhiệm đi đến Palau cho những cuộc không kích vào các ngày 26 và 27 tháng 7, rồi tạm thời gia nhập Đội đặc nhiệm 58.4 vào ngày 30 tháng 7, tiếp tục các cuộc không kích cho đến ngày 6 tháng 8, khi nó gia nhập Đội đặc nhiệm 58.7, đội bắn phá hạng nặng. Con tàu hoạt động cùng Lực lượng Đặc nhiệm 34 cho đến ngày 11 tháng 8, khi đội quay trở về Eniwetok để tiếp liệu.
Khi Hải quân Hoa Kỳ chuẩn bị tấn công lên Palau vào đầu tháng 9, The Sullivans hỗ trợ các cuộc không kích vô hiệu hóa các căn cứ không quân tại Philippines. Lúc bình minh ngày 7 tháng 9, nó bắt đầu làm nhiệm vụ cột mốc radar canh phòng cho Đội đặc nhiệm 38.2, và tiếp tục vai trò này trong suốt cuộc không kích vào các ngày 9 và 10 tháng 9. Từ 18 giờ 00 ngày 12 tháng 9, các con tàu ghi nhận đối phương tăng cường hoạt động không quân, nhưng chỉ đơn thuần lượn vòng trinh sát bên ngoài tầm pháo phòng không. Các tàu sân bay tiếp tục không kích xuống miền Trung Philippines trong các ngày 13 và 14 tháng 9, trước khi chuyển lên phía Bắc để không kích xuống Manila vào ngày 21 tháng 9. Ba ngày sau, máy bay từ tàu sân bay lại ném bom xuống miền Trung Philippines.
Quay trở về cảng Tanapag, Saipan lúc bình minh ngày 28 tháng 9, The Sullivans cặp bên mạn thiết giáp hạm Massachusetts (BB-59) để được tiếp liệu, tiếp đạn dược và bảo trì thường lệ. Tuy nhiên, những cơn gió giật ngang tại khu vực thả neo đã khiến nó bị va vào mạn Massachusetts, làm hư hại lườn tàu và cấu trúc thượng tầng chiếc tàu khu trục. Sau một đợt tuần tra chống tàu ngầm ngắn, nó đi đến Ulithi vào ngày 1 tháng 10. Đang khi được sửa chữa bảo trì bên cạnh chiếc Dixie (AD-14), nó lại chịu đựng một cơn bão khiến mắc tai nạn va chạm với tàu khu trục Uhlmann (DD-687), nhiều xuồng nhỏ trên tàu bị cuốn trôi, nhưng nó cũng cứu vớt được bốn người trên một xuồng nhỏ của tàu khu trục Stockham (DD-683). Sau khi cơn bão tan vào ngày 4 tháng 10, con tàu quay trở lại Ulithi để hoàn tất việc bảo trì bên mạn Dixie.
The Sullivans khởi hành cùng các tàu sân bay lúc 16 giờ 15 phút ngày 6 tháng 10, để hộ tống bảo vệ chúng trong các cuộc không kích xuống mục tiêu tại Đài Loan và quần đảo Ryūkyū. Lúc chiều tối ngày 12 tháng 10, khi máy bay đang quay trở về tàu, radar phòng không phát hiện máy bay Nhật Bản đang hướng đến từ phía Bắc; và trong sáu giờ tiếp theo, khoảng 50 đến 60 máy bay đã liên tục tấn công lực lượng đặc nhiệm. Gần 45 phút sau hoàng hôn, chiếc tàu khu trục trông thấy một chiếc "Betty" tiếp cận ở tầm thấp phía bên mạn phải, và đã nổ súng vào nó; và trong 15 phút tiếp theo, đội hình tác chiến của đã bắn rơi ba máy bay đối phương. Từ 18 giờ 56 phút đến 19 giờ 54 phút, chiếc tàu khu trục đã khai hỏa vào năm máy bay tấn công. Đội hình phải thay đổi tốc độ trong khoảng 18–29 kn (33–54 km/h) và cơ động khẩn cấp tám lần, né tránh được và đẩy lui các cuộc không kích nhờ cơ động và hỏa lực phòng không dày đặc.
Giai đoạn hai của đợt không kích đối phương bắt đầu lúc phút 21 giờ 05 ngày 12 tháng 10 và kéo dài đến 02 giờ 35 phút ngày 13 tháng 10. Phía Nhật Bản tận dụng những khoảng "cửa sổ" để gây nhiễu radar Hoa Kỳ và thả pháo sáng để nhìn rõ mục tiêu. Các tàu chiến đối phó bằng cách thả khói ngụy trang, tạo một màn sương mù che khuất, trong khi The Sullivans và các tàu hộ tống khác dựng một màn hỏa lực phòng không dày đặc. Lực lượng đặc nhiệm phải bẻ lái cơ động đồng loạt 38 lần ở tốc độ thay đổi 22–25 kn (41–46 km/h) để né tránh.
Sang ngày hôm sau, các tàu sân bay lại không kích xuống Đài Loan. Khi rút lui vào ban đêm, lực lượng đặc nhiệm lại phải chịu đựng những cuộc phản công từ trên không bởi những chiếc "Betty" mang ngư lôi. Lần này đối phương thành công khi đánh trúng và làm hư hại Canberra (CA-70).The Sullivans đã đi đến giúp bảo vệ chiếc tàu tuần dương bị hư hại, rồi sang ngày 14 tháng 10 đối phương tiếp tục đánh trúng tàu tuần dương hạng nhẹ Houston (CL-81). Chiếc tàu khu trục đã tham gia thành phần hộ tống hai chiếc tàu hư hại, mang tên lóng "Đội hư hỏng 1", khi chúng rút lui về hướng Ulithi.
Mọi việc tiến triển bình thường cho đến ngày 16 tháng 10, khi phía Nhật Bản tung ra một đợt không kích lớn với ý định kết liễu các tàu tuần dương bị hư hại. Houston chịu đựng thêm một cú đánh trúng thứ hai phía đuôi tàu, và The Sullivans đã nổ súng phòng không vào những máy bay ném bom Yokosuka P1Y "Frances" tấn công, bắn rơi một chiếc. Sau đó nó cùng tàu khu trục Stephen Potter (DD-538) bắn cháy một chiếc "Frances" thứ hai, rơi xuống phía trước mũi tàu tuần dương hạng nhẹ Santa Fe (CL-60). The Sullivans giải cứu 118 người của Houston và giữ họ trên tàu cho đến ngày 18 tháng 10, khi chuyển họ sang tàu tuần dương hặng nặng Boston (CA-69). Trong khi các tàu bị hư hại rút lui về phía Ulithi, phía Nhật Bản tung ra một lực lượng tàu nổi để truy kích, nhưng bị máy bay thuộc Lực lượng Đặc nhiệm 38 can thiệp và ngăn chặn. Trên đường đi, The Sullivans chuyển một đội cứu hộ sang Houston và đã trợ giúp y tế cho nhiều người bị thương trên chiếc tàu tuần dương.
Vào ngày 20 tháng 10, The Sullivans gia nhập Đội đặc nhiệm 38.2 cho chiến dịch không kích lên miền Trung Philippines nhằm hỗ trợ cho cuộc đổ bộ lên Leyte. Lúc bình minh ngày 24 tháng 10, máy bay trinh sát phát hiện Lực lượng Trung tâm Nhật Bản về phía Nam Mindoro, và các tàu sân bay Hoa Kỳ đã tung ra các cuộc không kích trong suốt ngày nhắm vào tàu chiến đối phương, trong khuôn khổ Trận chiến biển Sibuyan. Máy bay đối phương cũng tấn công đội đặc nhiệm, và The Sullivans đã bắn rơi một máy bay tiêm kích lục quân Nakajima Ki-43 "Oscar". Sang ngày 25 tháng 10, Lực lượng phía Bắc đối phương lại bị phát hiện đang di chuyển từ Bắc xuống Nam; và Lực lượng Đặc nhiệm 34, trong đó có The Sullivans, đã được hình thành và di chuyển lên phía Bắc, theo sau các tàu sân bay của Lực lượng Đặc nhiệm 38. Lúc bình minh ngày 25 tháng 10, Lực lượng Đặc nhiệm 38 tấn công các tàu sân bay Nhật Bản đóng vai trò mồi nhữ, lúc này khoảng 60 mi (97 km) về phía Bắc, trong khuôn khổ Trận chiến mũi Engaño. Đến 11 giờ 00, Lực lượng Đặc nhiệm 34 quay mũi ngược trở lại phía Nam, tiếp nhiên liệu cho các tàu khu trục, rồi hình thành nên Đội đặc nhiệm 34.5 tấn công nhanh, bao gồm các thiết giáp hạm Iowa và New Jersey (BB-62), ba tàu tuần dương hạng nhẹ, The Sullivans cùng bảy tàu khu trục khác. Tuy nhiên họ đã quá muộn không thể ngăn chặn Lực lượng Trung tâm Nhật Bản rút lui qua eo biển San Bernardino sau Trận chiến ngoài khơi Samar.
Sau khi càn quét dọc theo bờ biển Samar tìm kiếm vô ích tàu chiến đối phương, The Sullivans cùng các đơn vị thuộc Đội đặc nhiệm 34.5 gia nhập trở lại Đội đặc nhiệm 38.2. Chiếc tàu khu trục ở lại khu vực Philippine, hộ tống cho các tàu sân bay nhanh và làm nhiệm vụ canh phòng máy bay cho đến giữa tháng 11. Lúc hoàng hôn ngày 19 tháng 11, đang khi chiến đấu chống lại nhiều đợt không kích của đối phương, nó bắn cháy một chiếc "Betty" bằng hỏa lực phòng không, nhưng đối thủ vẫn còn bay được và rút lui. Sáu ngày sau, nó may mắn hơn khi bắn cháy một chiếc khác rơi xuống biển. Đội của nó rút lui về Ulithi hai ngày sau đó.
The Sullivans thực tập huấn luyện từ ngày 8 đến ngày 11 tháng 12, trước khi gia nhập trở lại Đội đặc nhiệm 38.2 để hộ tống các tàu chiến trong cuộc tấn công lên Manila và miền Nam Luzon, bắt đầu từ ngày 14 tháng 12. Vào ngày 17 tháng 12, con tàu bắt đầu cạn nhiên liệu và thu xếp gặp gỡ để tiếp nhiên liệu, nhưng thời tiết xấu đã buộc nó phải dừng việc tiếp nhiên liệu. Cơn bão Cobra đã càn quét qua hạm đội với sức gió lên đến 115 kn (210 km/h) vào sáng ngày 18 tháng 12, khiến ba tàu khu trục Spence (DD-512), Hull (DD-350) và Monaghan (DD-354) bị đắm cùng nhiều tàu khác bị hư hại bởi gió và sóng biển. The Sullivans thoát được mà không bị hư hại, và sang ngày 20 tháng 12 đã bắt đầu tìm kiếm những người bị sóng quét trôi khỏi các con tàu khác. Thời tiết không thuận lợi đã khiến phải hủy bỏ mọi cuộc không kích, và chiếc tàu khu trục rút lui về Ulithi vào ngày 24 tháng 12.

### 1945
Sau một chuyến đi khứ hồi đến Manus hộ tống cho thiết giáp hạm Iowa, The Sullivans khởi hành từ Ulithi vào ngày 30 tháng 12 để bảo vệ cho các cuộc không kích của Đội đặc nhiệm 38.2 xuống Đài Loan nhằm hỗ trợ cho cuộc đổ bộ của lực lượng Hoa Kỳ lên Luzon. Biển động mạnh đã khiến phải trì hoãn trong ba ngày kế hoạch tấn công nhanh vào mục tiêu dự định vào đêm 6 tháng 1 năm 1945, và đến chiều tối ngày 9 tháng 1, lực lượng đặc nhiệm băng qua eo biển Bashi để tiến vào Biển Đông. Ba ngày sau, máy bay từ tàu sân bay thuộc Đội đặc nhiệm 38.2 đã không kích Sài Gòn và vịnh Cam Ranh tại Đông Dương thuộc Pháp, bắn phá mọi tàu bè đối phương mà chúng phát hiện.
Không lâu sau khi kết thúc các cuộc không kích, Đội đặc nhiệm 34.5, một đội bắn phá bao hồm hai thiết giáp hạm, hai tàu tuần dương hạng nặng, ba tàu tuần dương hạng nhẹ và 15 tàu khu trục, được hình thành để truy đuổi những tàu bè đối phương né tránh được cuộc không kích. Lực lượng tiến vào vịnh Cam Ranh chỉ để thấy nơi đây hoàn toàn vắng bóng tàu bè đối phương; trong khi phi công từ tàu sân bay may mắn hơn phát hiện và tiêu diệt một số tàu vận tải ven biển nhỏ. Trong những cuộc không kích tiếp theo xuống đảo Hải Nam, Hong Kong và Đài Loan, The Sullivans phục vụ trong vai trò cột mốc radar canh phòng ở cách 10 mi (16 km) về phía trước lực lượng đặc nhiệm.
Sau một bảo trì tại Ulithi vào cuối tháng 1, The Sullivans được bố trí cùng Đội đặc nhiệm 58.2, và bảo vệ cho các tàu sân bay khi chúng tung ra các cuộc không kích xuống chính quốc Nhật Bản, tấn công khu vực Tokyo và các mục tiêu khác trên đảo Honshū vào các ngày 16 và 17 tháng 2. Từ ngày 18 đến ngày 21 tháng 2, không lực tàu sân bay Hoa Kỳ tiếp tục tấn công các vị trí Nhật Bản vốn có thể can thiệp ngăn trở cuộc đổ bộ lên Iwo Jima. Thêm những đợt không kích khác xuống Tokyo được dự định bốn ngày sau đó, nhưng thời tiết xấu buộc phải hủy bỏ kế hoạch. Lực lượng Đặc nhiệm 58 rút lui khỏi khu vực, được tiếp nhiên liệu trước khi tiến nhanh đến khu vực Okinawa vào trưa ngày 28 tháng 2. Cuối ngày hôm đó, chiếc tàu khu trục phát hiện và phá hủy một quả thủy lôi trôi nổi trên biển. Lúc bình minh ngày 1 tháng 3, máy bay xuất phát từ các tàu sân bay đã không kích các mục tiêu tại Okinawa; lực lượng không bắt gặp bất kỳ sự đối đầu của đối phương trên không hay trên mặt biển, và rút lui về Ulithi không lâu sau đó.
The Sullivans lên đường mười hai ngày sau đó hướng đến khu vực đảo Kyushu và Honshū để hỗ trợ cho cuộc chiếm đóng Okinawa. Nằm trong thành phần hộ tống bảo vệ cho Đội đặc nhiệm 58.2, chiếc tàu khu trục canh phòng trong khi các tàu sân bay tung ra các đợt không kích vào ngày 14 tháng 3. Vào ngày 20 tháng 3, nó được tiếp nhiên liệu từ tàu sân bay Enterprise (CV-6) lúc 11 giờ 52 phút, nhưng phải tách ra năm phút sau đó khi có cảnh báo về một đợt tấn công Kamikaze.
Đến 14 giờ 39 phút, The Sullivans lại cặp bên mạn Enterprise tiếp nối hoạt động tiếp nhiên liệu bị bỏ dỡ. Tuy nhiên một đợt không kích khác của đối phương không lâu sau đó khiến các con tàu lại phải phân tán ra, và nổ súng nhắm vào các kẻ tấn công. Một máy bay Nhật Bản đã vượt qua được màn hỏa lực phòng không và đâm trúng tàu khu trục Halsey Powell (DD-686) vốn đang tiếp nhiên liệu cặp bên mạn tàu sân bay Hancock (CV-19). Chiếc tàu khu trục bị đâm trúng phía đuôi tàu, bị mất lái và bắt đầu di chuyển cắt ngang mũi chiếc tàu sân bay. Chỉ có phản ứng cơ động tức thời và hiệu quả của Hancock mới tránh được tai nạn va chạm hiển nhiên.
The Sullivans tiếp cận Halsey Powell để trợ giúp khẩn cấp. Nó đi chậm dần và dừng lại 11 phút sau đó, thả một xuồng săn cá voi để đưa nhân viên y tế sang trợ giúp Halsey Powell; đúng vào lúc một máy bay Kamikaze khác lại xuất hiện trên bầu trời với đường bay hướng thẳng để nhằm đâm bổ xuống The Sullivans. Màn hình radar của nó hiển thị đối thủ lúc 16 giờ 10 phút, và sau khi xuồng săn cá voi tách khỏi tàu, chiếc tàu khu trục lập tức mở hết tốc độ, bẻ hết lái sang mạn phải. Nó cơ động quyết liệt trong khi các dàn hỏa lực phòng không 20 mm và 40 mm đánh trả quyết liệt vào chiếc "Zero"; đối thủ băng ngang cách con tàu 100 ft (30 m) và chạy thoát.
Trong khi đó, Halsey Powell xoay xở để đạt được tốc độ 5 kn (9,3 km/h), và nó cùng với The Sullivans rút lui về hướng Ulithi; tuy nhiên chúng chưa hết gặp rắc rối. Lúc 10 giờ 46 phút ngày hôm sau 21 tháng 3, màn hình radar của The Sullivans bắt được một máy bay lạ đang tiếp cận ở khoảng cách 15 mi (24 km). Mục tiêu được nhận diện bằng mắt thường là một chiếc "Frances" hai động cơ, và bị các khẩu đội 5 inch của The Sullivans nhắm bắn ở khoảng cách 10.000 yd (9.100 m). Halsey Powell cũng tham gia đánh chặn, và chiếc "Frances" rơi xuống biển ở khoảng cách 3.000 yd (2.700 m) ngang bên mạn The Sullivans. Lúc 12 giờ 50 phút, một chiếc "Hellcat" tuần tra chiến đấu trên không xuất phát từ tàu sân bay Yorktown, dưới sự dẫn đường của Halsey Powell, đã bắn rơi thêm một chiếc "Frances"; rồi đến 13 giờ 20 phút, một chiếc "Hellcat" khác của tàu sân bay Intrepid được The Sullivans dẫn đường đã bắn rơi một chiếc Kawasaki Ki-45 "Nick" hoặc Mitsubishi Ki-46 "Dinah". The Sullivans và Halsey Powell về đến Ulithi vào ngày 25 tháng 3, nơi chúng được bảo trì hoặc sửa chữa những hư hại trong chiến đấu.
The Sullivans sau đó gặp gỡ Lực lượng Đặc nhiệm 58 ngoài khơi Okinawa, và hộ tống các tàu sân bay trong hoạt động hỗ trợ các cuộc đổ bộ lên hòn đảo này. Đang khi hoạt động trong vai trò cột mốc radar canh phòng vào ngày 15 tháng 4, nó bị máy bay đối phương tấn công nhưng thoát được không bị hư hại và bắn rơi một máy bay đối phương. Con tàu tiếp tục nhiệm vụ canh phòng nhằm cảnh báo sớm các cuộc không kích của đối phương cho đội đặc nhiệm, thường được bố trí cách đội hình chính lực lượng 12–25 mi (19–40 km). Vào xế trưa ngày 29 tháng 4, nó được tiếp nhiên liệu từ tàu sân bay Bunker Hill (CV-17), nhưng báo động về máy bay Kamikaze tấn công đã khiến phải bỏ dỡ việc tiếp tế và tách xa khỏi mạn tàu sân bay. Trong đợt tấn công diễn ra sau đó, các tàu khu trục Hazelwood (DD-531) và Haggard (DD-555) đã bị đâm trúng nhưng đều sống sót.

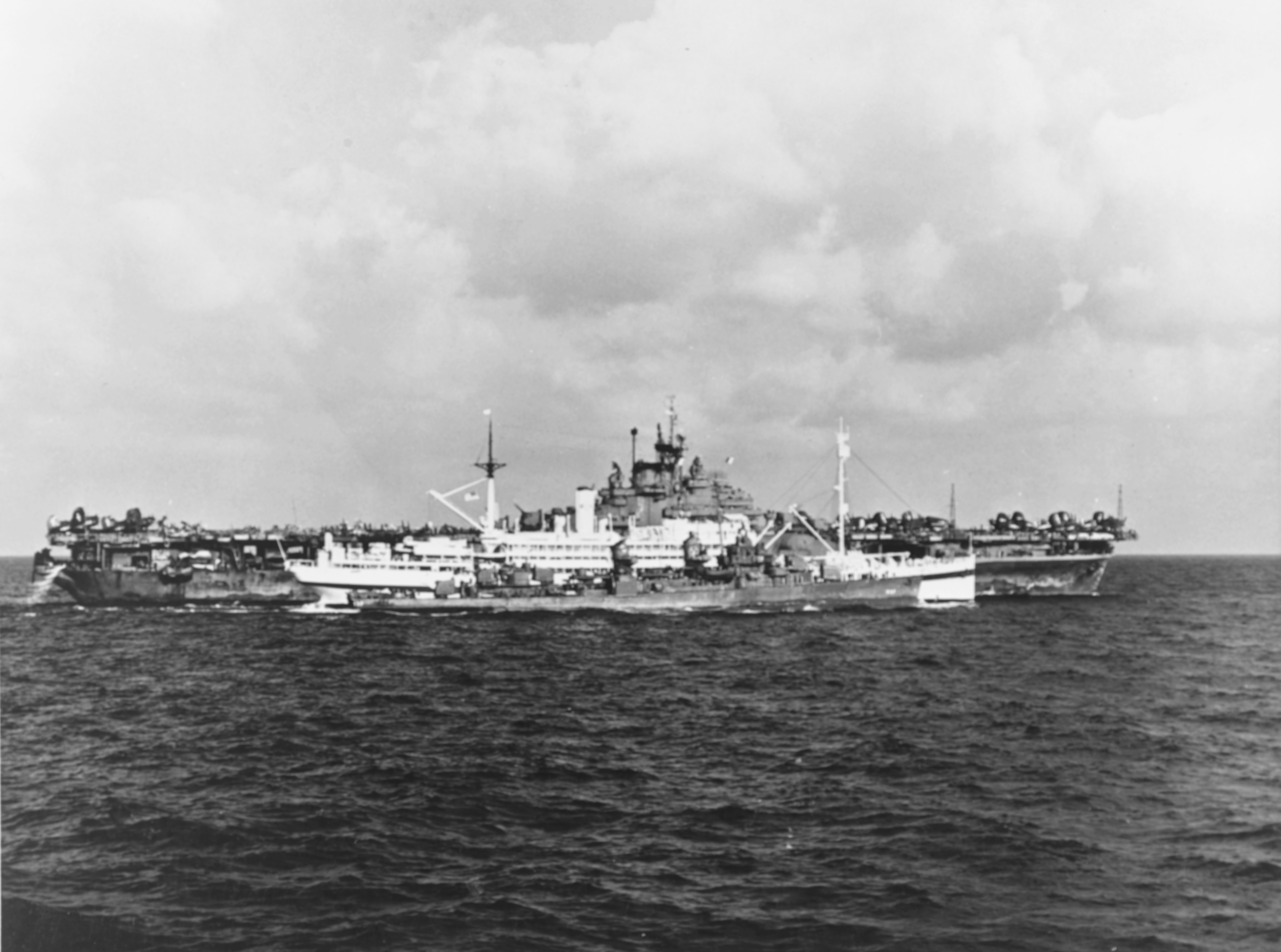
đang đưa những người bị thương khỏi vào ngày 12 tháng 5 năm 1945, một ngày sau khi chiếc tàu sân bay bị hư hại bởi tấn công kamikaze. The Sullivans đang ở phía sau.

Máy bay Kamikaze đối phương tiếp tục đánh phá các tàu chiến thuộc Đội đặc nhiệm 58.3 khi chúng hỗ trợ binh lính chiến đấu trên bờ tại Okinawa, mọi cỡ tàu chiến từ tàu đổ bộ cho đến thiết giáp hạm đều trở thành mục tiêu của những kẻ tấn công tự sát. Vào sáng ngày 11 tháng 5, một máy bay đã đâm trúng Bunker Hill; The Sullivans lập tức tiếp cận chiếc tàu sân bay để trợ giúp, di tản 166 người bên mạn con tàu sân bay đang bốc cháy dữ dội. Nó chuyển số người cứu vớt sang các tàu thuộc Đội đặc nhiệm 50.8, được tiếp nhiên liệu, và tiếp tục hộ tống Đội đặc nhiệm 58.3 trong các đợt không kích tiếp theo xuống Kyushu. Trong một đợt không kích ba ngày sau đó, tàu sân bay Enterprise lại bị một máy bay Kamikaze đánh trúng; bốn máy bay đối phương đã bị bắn rơi trong đợt này, trong đó một chiếc bởi hỏa lực phòng không của The Sullivans. Đây trở thành hoạt động tác chiến sau cùng của nó trong Thế Chiến II.
The Sullivans thả neo tại vịnh San Pedro, Leyte vào ngày 1 tháng 6 để nghỉ ngơi và bảo trì. Nó rời Leyte vào ngày 20 tháng 6, đi ngang qua Eniwetok và Trân Châu Cảng để quay trở về vùng bờ Tây, đi đến Xưởng hải quân Mare Island, California vào ngày 9 tháng 7. Nó đang trong quá trình được đại tu khi Nhật Bản đầu hàng kết thúc cuộc xung đột. Con tàu được cho xuất biên chế tại San Diego vào ngày 10 tháng 1, 1946, không lâu sau khi hoàn tất việc đại tu, và được đưa về Hạm đội Dự bị Thái Bình Dương.

### Chiến tranh Triều Tiên
Sự kiện Chiến tranh Triều Tiên nổ ra vào năm 1950 và sự can thiệp của Hoa Kỳ trong thành phần lực lượng Liên Hợp Quốc đã khiến Hải quân Hoa Kỳ thiếu hụt số lượng tàu chiến hoạt động trong các hạm đội hiện dịch. Vì vậy The Sullivans được đưa ra khỏi thành phần dự bị vào tháng 5, 1951, và bắt đầu được đại tu và tái trang bị. Nó được cho nhập biên chế trở lại vào ngày 6 tháng 7, 1951 dưới quyền chỉ huy của Trung tá Hải quân Ira M. King, và lên đường vượt kênh đào Panama để chuyển đến cảng nhà mới tại Newport, Rhode Island.
Trong mùa Đông 1951-1952, The Sullivans tiến hành huấn luyện ngoài khơi vùng bờ Đông và tại vùng biển Caribe, rồi khởi hành từ Newport để đi sang Viễn Đông vào ngày 6 tháng 9, 1952. Đi ngang qua kênh đào Panama, San Diego, Trân Châu Cảng và Midway, nó đi đến Sasebo, Nhật Bản vào ngày 10 tháng 10, rồi gia nhập Lực lượng Đặc nhiệm 77 ngay ngày hôm sau để hoạt động ngoài khơi bờ biển phía Đông bán đảo Triều Tiên. Nó làm nhiệm vụ hộ tống các tàu sân bay nhanh trong các hoạt động không kích các tuyến đường tiếp liệu của đối phương, đồng thời bắn hải pháo hỗ trợ cho lực lượng Liên Hợp Quốc chiến đấu trên bờ, cho đến ngày 20 tháng 10, khi nó quay về Yokosuka, Nhật Bản cho một đợt nghỉ ngơi ngắn.

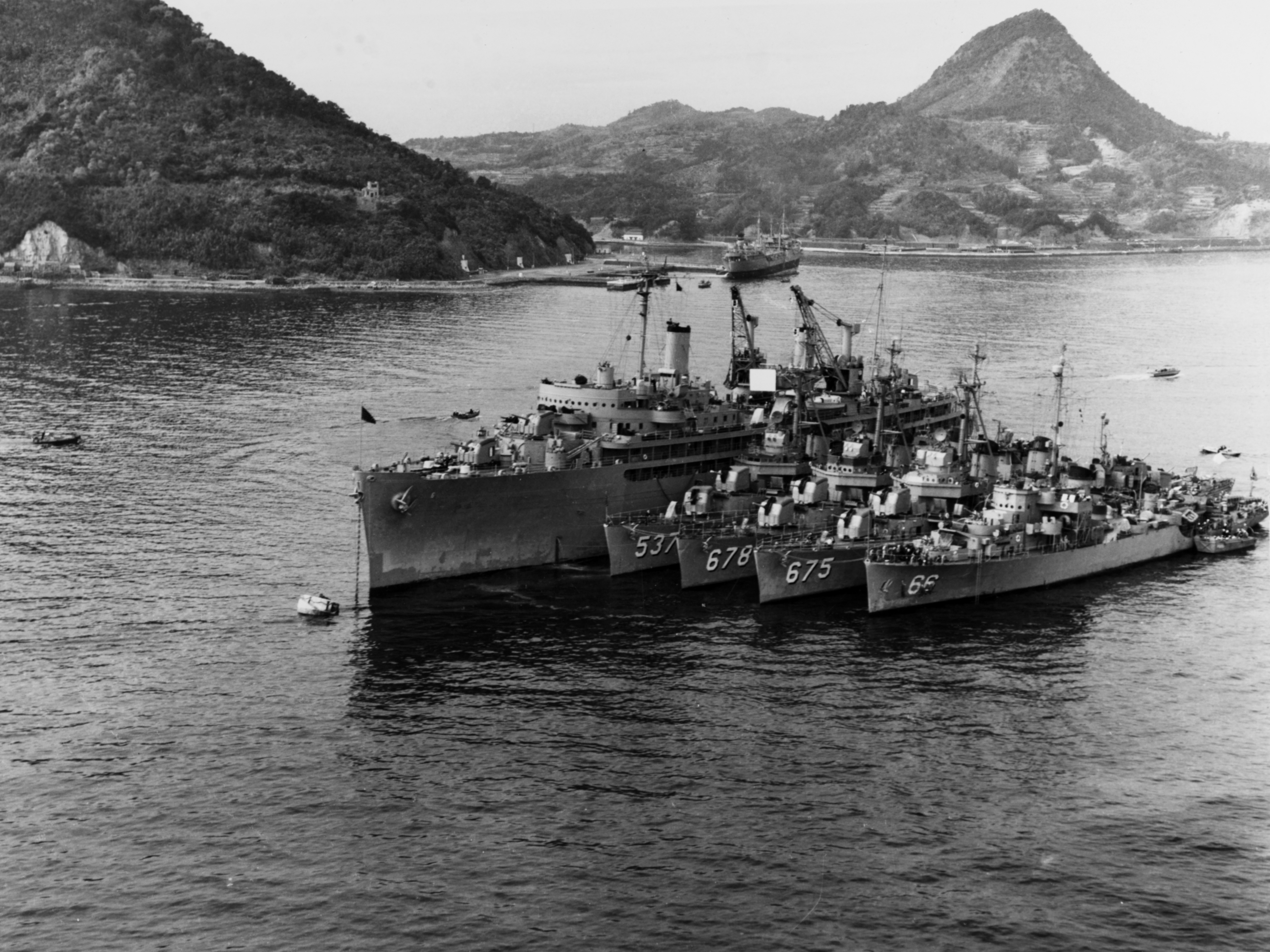
The Sullivans cặp bên mạn, tháng 12, 1952.

Sau khi được tái trang bị, The Sullivans dừng chân tại vịnh Buckner, Okinawa trước khi gia nhập trở lại Lực lượng Đặc nhiệm 77 vào ngày 16 tháng 11, tiếp tục nhiệm vụ hộ tống và canh phòng máy bay. Nó hộ tống các tàu sân bay trong các hoạt động ở phía cực Bắc bán đảo Triều Tiên, vốn chỉ cách căn cứ hải quân Vladivostok, Liên Xô 75 dặm (120 km). Máy bay tiêm kích MiG-15 đối phương đã tiếp cận các tàu sân bay của lực lượng đặc nhiệm, nhưng những chiếc Grumman F9F Panther tuần tra chiến đấu trên không đã bắn rơi hai chiếc và gây hư hại chiếc thứ ba, trong cuộc đụng độ đầu tiên trong lịch sử giữa các máy bay phản lực chiến đấu trên mặt biển.
The Sullivans quay trở lại Sasebo vào ngày 5 tháng 12, rồi tham gia lực lượng Liên Hợp Quốc vào ngày 14 tháng 12 để phong tỏa bờ biển Triều Tiên. Chiếc tàu khu trục hoạt động ngăn chặn việc tiếp tế bằng đường thủy dọc bờ biển, bắn phá các mục tiêu trên bờ để hỗ trợ cho binh lính chiến đấu trên bộ, và can thiệp vào hoạt động tiếp liệu của đối phương. Đi đến ngoài khơi Songjin, Bắc Triều Tiên, một trung tâm tiếp tế và đầu mối đường sắt quan trọng, vào ngày 16 tháng 12, nó bắn phá các mục tiêu trên bờ trong những ngày tiếp theo. Trong ngày 25 tháng 12, nó bắn trúng và phá hủy một cầu đường sắt, nhưng cũng chịu đựng hỏa lực của các khẩu đội pháo bờ biển đối phương; khoảng 50 phát đạn pháo đối phương không đánh trúng con tàu, mặc dù những phát suýt trúng tạo ra cơn mưa mảnh đạn trên sàn tàu. Hỏa lực bắn trả của chiếc tàu khu trục đã tiêu diệt ít nhất một khẩu đội pháo đối phương.
Được lệnh quay trở về nhà, The Sullivans rời cảng Yokosuka, Nhật Bản vào ngày 26 tháng 1, 1953. Trên đường đi nó đã ghé qua vịnh Buckner, Okinawa; Hong Kong; vịnh Subic, Philippines; Singapore; Colombo, Ceylon; Bombay, Ấn Độ; Bahrain và Aden. Sau đó nó băng qua Hồng Hải, vượt kênh đào Suez và tiếp tục đi đến Cannes, Pháp ngang qua Naples, Ý. Sau một chặng dừng ngắn để tiếp nhiên liệu tại Gibraltar, chiếc tàu chiến về đến Newport, Rhodes Island vào ngày 11 tháng 4, 1953, hoàn tất một chuyến đi vòng quanh thế giới.

### 1953 – 1965

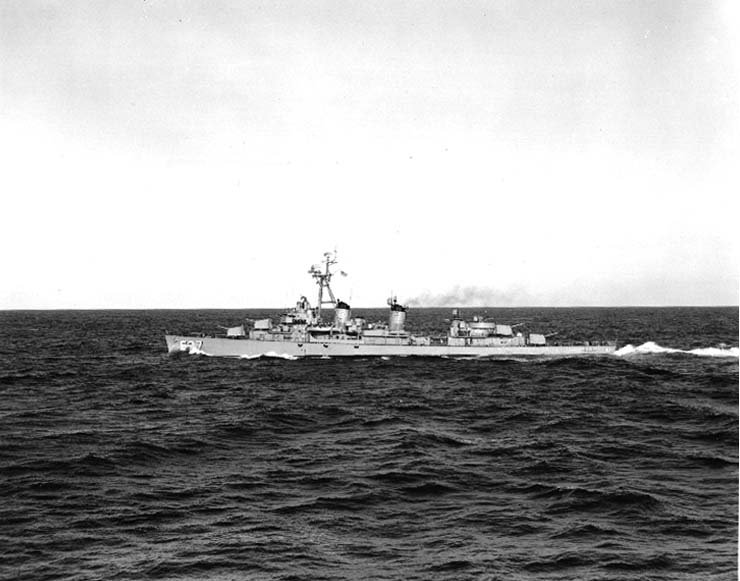
The Sullivans ngoài khơi Newport, Rhode Island, 29 tháng 10, 1962.

The Sullivans hoạt động từ cảng nhà trong suốt mùa Hè 1953, trước khi được phái sang Địa Trung Hải cho một lượt phục vụ cùng Đệ Lục hạm đội. Nó làm nhiệm vụ này cho đến cuối năm, quay trở về Newport vào ngày 3 tháng 2, 1954, rồi tiếp tục hoạt động ngoài khơi bờ Đông Hoa Kỳ và vùng biển Caribe cho đến tháng 5, 1955. Chiếc tàu khu trục lại được bố trí sang vùng biển Châu Âu và Địa Trung Hải từ tháng 5 đến tháng 8 năm đó, trước khi quay trở về Newport vào cuối mùa Hè.
Trong những năm tiếp theo sau, The Sullivans luân phiên các hoạt động tại vùng bờ Đông Hoa Kỳ với những lượt bố trí sang Địa Trung Hải. Khi mâu thuẫn chính trị giữa các phe thân và chống phương Tây dẫn đến sự xung đột tại Lebanon vào mùa Hè năm 1958, Tổng thống Dwight D. Eisenhower ra lệnh cho các tàu chiến đổ bộ binh lính tại đây để bảo vệ quyền lợi của công dân Hoa Kỳ và giúp ổn định sự xung đột. Chiếc tàu khu trục đã hỗ trợ cho việc đổ bộ binh lính Thủy quân Lục chiến lên Beirut. Sau khi sự căng thẳng lắng dịu, nó quay trở về Hoa Kỳ cho một đợt đại tu kéo dài ba tháng, và sau đó là một đợt huấn luyện tại vùng biển vịnh Guantánamo, Cuba.
Quya trở về Newport vào tháng 3, 1959, The Sullivans gia nhập một Đội tìm-diệt tàu ngầm hình thành chung quanh tàu sân bay USS Lake Champlain (CV-39). Sau khi thực hiện một chuyến đi thực tập huấn luyện học viên sĩ quan trong đó có thực hành chống tàu ngầm, nó lại lên đường cho một lượt bố trí khác tại Địa Trung Hải, kéo dài cho đến mùa Thu năm đó. Khi quay trở về, con tàu hoạt động từ Newport cho đến mùa Xuân năm 1960, khi nó đi xuống phía Nam thực hành sonar tại Key West, Florida. Trong chuyến đi này, nó đã trợ giúp cứu vớt năm người sống sót từ một máy bay tiếp dầu KC-97 Stratofreighter của Không quân Hoa Kỳ bị rơi ngoài khơi mũi Canaveral.
Sau khi tham gia các cuộc tập trận của Khối NATO vào tháng 9, The Sullivans viếng thăm Lisbon, Bồ Đào Nha trước khi thực hiện một chuyến đi nhanh đến Địa Trung Hải, kênh đào Suez, Hồng Hải và Karachi, Pakistan. Trong tháng 10 và đầu tháng 11, nó tham gia cuộc tập trận "Midlink III" phối hợp cùng tàu chiến các nước Anh, Iran và Pakistan. Khi quay trở lại Địa Trung Hải, nó lại tham gia cuộc tập trận giữa Hải quân Pháp và Đệ Lục hạm đội, trước khi quay trở về nhà trước lễ Giáng Sinh.
Vào tháng 1, 1961, The Sullivans trợ giúp cho chuyến đi thử nghiệm của tàu ngầm Abraham Lincoln (SSBN-602) ngoài khơi Portsmouth, New Hampshire trước khi đi xuống phía Nam tham gia cuộc tập trận “Springboard” hàng năm của hạm đội. Nó viếng thăm Martinique nhân chuyến đi đến vùng biển Caribe này, rồi quay trở về Newport vào đầu tháng 3 chỉ trong một thời gian ngắn, để rồi lại đi đến khu vực Tây Ấn hỗ trợ các cuộc thực tập đổ bộ tại Vieques, Puerto Rico. Sang tháng 4, nó tích cực huấn luyện để chuẩn bị tham gia Chương trình Mercury, rồi cùng tàu sân bay Lake Champlain canh phòng ngoài khơi Mayport, Florida. Vào ngày 5 tháng 5, Trung tá Hải quân Alan Shepard bên trong tàu Freedom 7 đã thực hiện chuyến bay dưới quỹ đạo trước khi đáp xuống gần Lake Champlain, và được máy bay trực thăng của chiếc tàu sân bay vớt lên. Sau đó The Sullivans thực hiện một chuyến đi thực tập cho học viên sĩ quan trong tháng 6, viếng thăm New York và Halifax, Nova Scotia.
Từ tháng 9, 1961 đến tháng 2, 1962, The Sullivans được đại tu tại Xưởng hải quân Boston, và sau khi hoàn tất nó đi đến vịnh Guantánamo, Cuba để hoạt động như một tàu huấn luyện thuộc Trường Khu trục, giúp học viên sĩ quan làm quen với thiết bị và cách vận hành một tàu khu trục. Nó còn thực hiện những chuyến đi huấn luyện tương tự đến vùng biển Caribe trong tháng 5 và tháng 8. Vào tháng 10, 1962, trong vụ Khủng hoảng tên lửa Cuba, chiếc tàu khu trục đã tham gia cùng lực lượng hải quân trong hoạt động cô lập Cuba, đang khi tiến hành thương lượng để Liên Xô rút bỏ vũ khí tên lửa khỏi hòn đảo này. Sau khi đạt được thỏa thuận và vụ khủng hoảng được giải quyết, con tàu quay trở về Newport.
Vào ngày 7 tháng 1, 1963, The Sullivans khởi hành từ Newport để hướng sang vùng biển Caribe cho một chuyến đi huấn luyện khác; và sau khi quay trở về Newport, nó tiếp tục hoạt động tại chỗ trong khuôn khổ Trường Khu trục. Vào ngày 10 tháng 4, trong sự kiện tàu ngầm Thresher (SSN-593) bị đắm ngoài khơi Boston, Massachusetts đang khi thử nghiệm lặn sâu, chiếc tàu khu trục đã tham gia những nỗ lực tìm kiếm vô vọng. Trong thời gian còn lại của năm 1963 và đầu năm 1964, con tàu tiếp tục vai trò huấn luyện học viên sĩ quan. Nó được chuyển sang lực lượng Hải quân Dự bị vào ngày 1 tháng 4, và chuyển cảng nhà đến New York. Rời Newport vào ngày 13 tháng 4 để đi đến New York cùng một thủy thủ đoàn thuộc thành phần dự bị, hoạt động thường lệ của con tàu hầu hết là thực hành chống tàu ngầm, và đưa nó đến các cảng Canada ở phía Bắc như Halifax, Nova Scotia; Saint John, New Brunswick; và Charlottetown, đảo Prince Edward, và đến Palm Beach, Florida ở phía Nam.
Sau khi xảy ra tai nạn va chạm giữa tàu sân bay Melbourne (R21) và tàu khu trục Voyager (D04) của Hải quân Hoàng gia Australia vào ngày 10 tháng 2, 1964, vốn đã khiến chiếc Voyager bị đắm, Hoa Kỳ đã đề nghị chuyển The Sullivans cho Australia cùng với tàu chị em Twining (DD-540) như là sự thay thế tạm thời. Tuy nhiên thay vào đó, Hải quân Australia đã nhận từ Hải quân Hoàng gia Anh chiếc Duchess (D154), vốn thuộc cùng lớp Daring với chiếc Voyager bị mất.

## Tàu bảo tàng

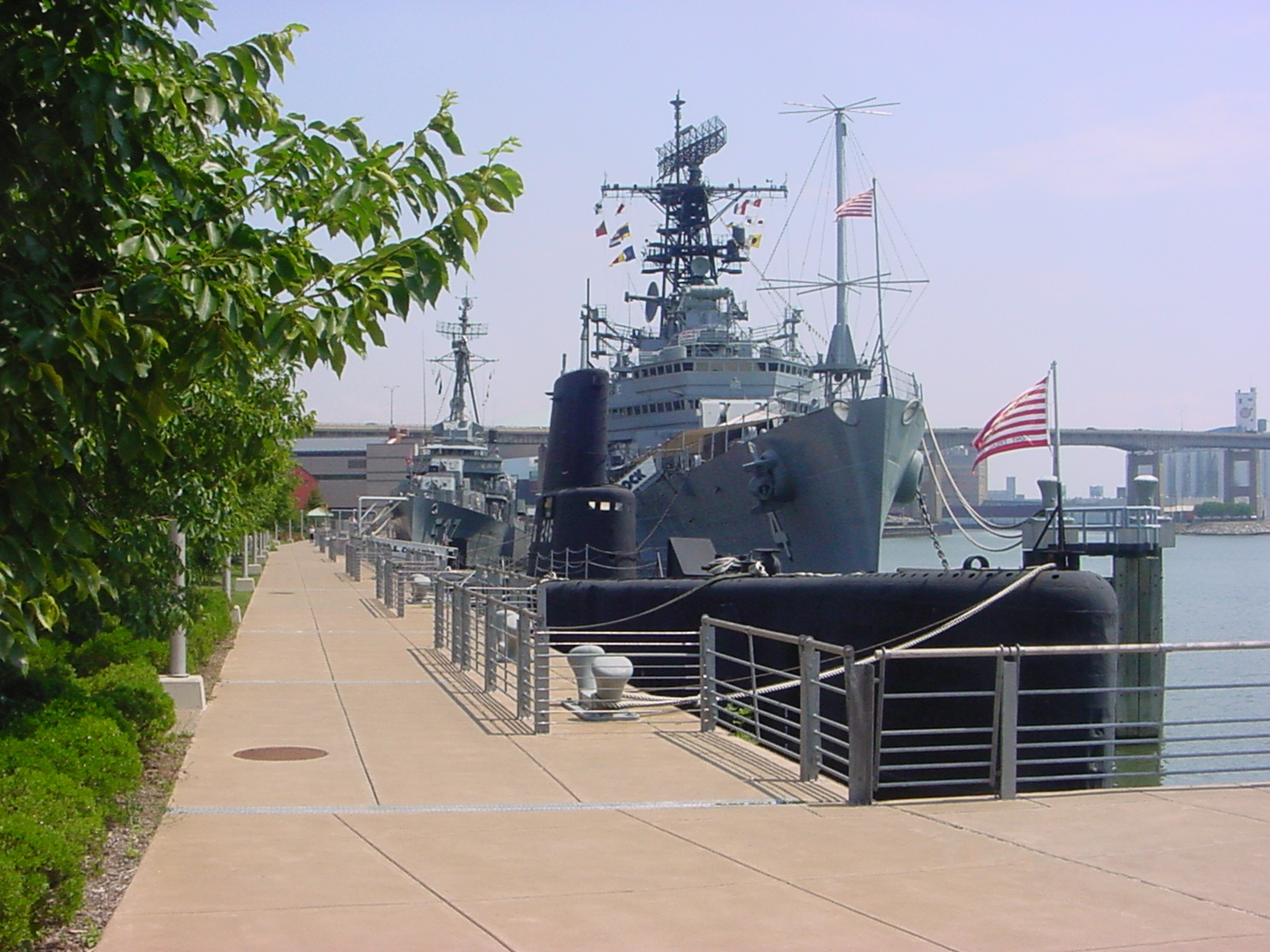
The Sullivans cùng với và

The Sullivans được cho xuất biên chế vào ngày 7 tháng 1, 1965 tại Xưởng hải quân Philadelphia, và được giữ lại trong thành phần dự bị cho đến giữa những năm 1970. Đến năm 1977, nó cùng với tàu tuần dương được chuyển cho tổ chức Buffalo and Erie County Naval & Military Park tại Buffalo, New York, và được bảo tồn như một tàu bảo tàng và được mở cho công chúng tham quan.
The Sullivans được công nhận là một Di tích Lịch sử Quốc gia vào năm 1986.

## Phần thưởng
The Sullivans được tặng thưởng chín Ngôi sao Chiến trận do thành tích phục vụ trong Thế Chiến II, và thêm hai Ngôi sao Chiến trận khác trong Chiến tranh Triều Tiên.